# Dandanah
Dandanah ist ein Baukasten mit massiven Bausteinen aus buntem Glas. Er gehört in die Reihe der Reformspielzeuge, die in den ersten Jahrzehnten des 20. Jahrhunderts verbreitet waren.
Der Baukasten wurde am 27. Oktober 1920 in Deutschland und wenig später auch in Österreich patentiert. Erfunden und entwickelt wurde er von Blanche Mahlberg und deren Ehemann Paul Mahlberg sowie dem Architekten Bruno Taut. Der Baukasten ist achteckig und enthält 62 farbige gläserne Bausteine sowie sechs Vorlagenblätter. Diese enthalten allerdings zum Teil Bauvorschläge, die aus Gründen der Schwerkraft wohl kaum umzusetzen wären und auch nicht dem Bild des indischen Märchenpalastes entsprechen, mit dem der Deckel der Schachtel verziert ist. Manfred Speidel stellte nüchtern fest: „Die behäbigen „Dorfkirchen“ der Vorlagen führen einen nicht zu dem versprochenen Märchenpalast, vielleicht noch der gläserne Turm aus farbigen Pfeilern und kragendem Aufbau, gekrönt mit roten und blauen Dreiecksprismen, der die Postmoderne eines Michel Graves vorwegnimmt. Überhaupt führt das Titelblatt etwas in die Irre. Denn mit der Anzahl der Steine im Baukasten könnte man den umfangreichen „Palast“ gar nicht ausführen.“
Der Baukasten sollte zu Weihnachten 1922 auf den Markt kommen. Er wurde wohl nur in wenigen Exemplaren hergestellt. Produziert wurden die Glasbausteine bei der Firma Luxfer-Prismen in Berlin-Weißensee. Verkauft werden sollte der Baukasten über die Spielwarenfabrik Bing aus Nürnberg; die Beschriftung der Baukästen ist aber englisch. Offenbar fand aber die geplante Massenproduktion und -vermarktung des Baukastens nicht statt, weil das böhmische Bankhaus Fitzgerald in Aussig, das die Produktion vorfinanzieren sollte, damals bankrottging.
Dandanah bedeutet auf Deutsch „ein Bündel von Stäben“ bzw. „ein Bündel von Säulen“. Artemis Yagou nimmt allerdings auch einen Bezug zur Dada-Bewegung an. Aufgrund des Materials eigentlich als Kinderspielzeug ungeeignet, stellen die Bausteine eine Ausnahme in der langen Reihe von Baukästen, die je auf den Markt kamen, dar. Manfred Speidel formulierte dies im Jahr 2006: „Nicht der einfachen Grundformen wegen: Würfel, Kugel, Dreiecksprisma, länglicher Quader und Sechseckprisma, die in der Größe aufeinander abgestimmt kombinierbar sind, auch nicht der Farbigkeit wegen – beide Merkmale kann man auch bei anderen Baukästen seit Fröbel finden –, sondern weil die Farben: rot, blau, gelb, grün und farblos durch das Glas im farbigen Leuchten eine eigene Wirklichkeit entstehen lassen. Setzt man die Bausteine so, daß sie von Licht durchdrungen werden, besser, auch noch von unten beleuchtet sind, so üben sie in der Tat eine eigenartige Faszination aus, der man sich kaum entziehen kann. In der Fülle der Baukästen gibt es meines Wissens nur diesen einen aus Glas.“
Neun Exemplare des Baukastens scheinen erhalten geblieben zu sein. Eines davon, das bereits im Jahr 1919 hergestellt wurde und sich im Besitz der Familie Taut befindet, weicht in seiner Gestaltung von den späteren Baukästen allerdings ab und trägt auch noch nicht den Namen Dandanah. Möglicherweise handelt es sich hier um den Prototyp des Baukastens. Ein Dandanah-Baukasten befindet sich seit 1997 im Besitz des Deutschen Museums, zwei sind im Deutschen Spielzeugmuseum in Sonneberg zu finden, eines gehört zu den Beständen des Badischen Landesmuseums Karlsruhe, eines befindet sich im Museum für Angewandte Kunst in Köln, eines im Canadian Centre for Architecture und zwei sind Bestandteile privater Sammlungen. Ein Exemplar, das sich einst im Stuttgarter Landesgewerbemuseum befunden haben soll, ist offenbar verschwunden.
Vitra produzierte zu Beginn des 21. Jahrhunderts eine Neuauflage von Dandanah, die um die Weihnachtszeit 2003 von Manufactum vertrieben wurde. Dandanah kostete damals 550 Euro. Die Glasbausteine von Vitra sind allerdings leichter und unterscheiden sich auch haptisch von den Originalbausteinen; außerdem entspricht das Design des achteckigen Baukastens nicht dem Original.